# Dukat
Dukat (rusky Дукат) je sídlo městského typu v omsukčanském okrese v Magadanské oblasti na ruském Dálném východě. Žije zde 1 018 obyvatel (2024).

## Geografie
Dukat se nachází v rozlehlém údolí v Kolymském pohoří asi 420 km vzdušnou čarou severovýchodně od oblastního centra Magadanu a asi 27 km západně od okresního centra Omsukčanu. 

## Dějiny
V polovině 60. let objevili geologové na místě budoucí obce bohatá ložiska stříbrných a zlatých rud. Toto ložisko pojmenovali Dukat, podle zlaté mince dukát. V roce 1968 byla založena nová osada poblíž dolu na zlato a dostala jméno Dukat podle prvního názvu ložiska. 
V roce 1976 získala obec status sídla městského typu. 

## Demografie
| Rok  | Populace | Změna |
| ---- | -------- | ----- |
| 1979 | 3 907    | -     |
| 1989 | 6 845    | 2 938 |
| 2002 | 1 287    | 5 558 |
| 2010 | 1 351    | 64    |
| 2015 | 1 491    | 140   |
| 2020 | 1 187    | 304   |
| 2023 | 1 022    | 165   |
| 2024 | 1 018    | 4     |

## Ekonomika a doprava
Základem ekonomiky Dukatu je stejnojmenný povrchový důl na zlato, který je 5 km od obce. V okolí Dukatu jsou nejvýznamnější zásoby stříbrné rudy v Rusku a patří k největším na světě. Po dočasném poklesu těžby po rozpadu SSSR pochází ve 20. letech 21. století třetina ruské produkce stříbra (400–500 tun ročně) z Dukatu a také až tuna zlata ročně.
Dukat má silniční spojení s Omsukčanem.

## Galerie

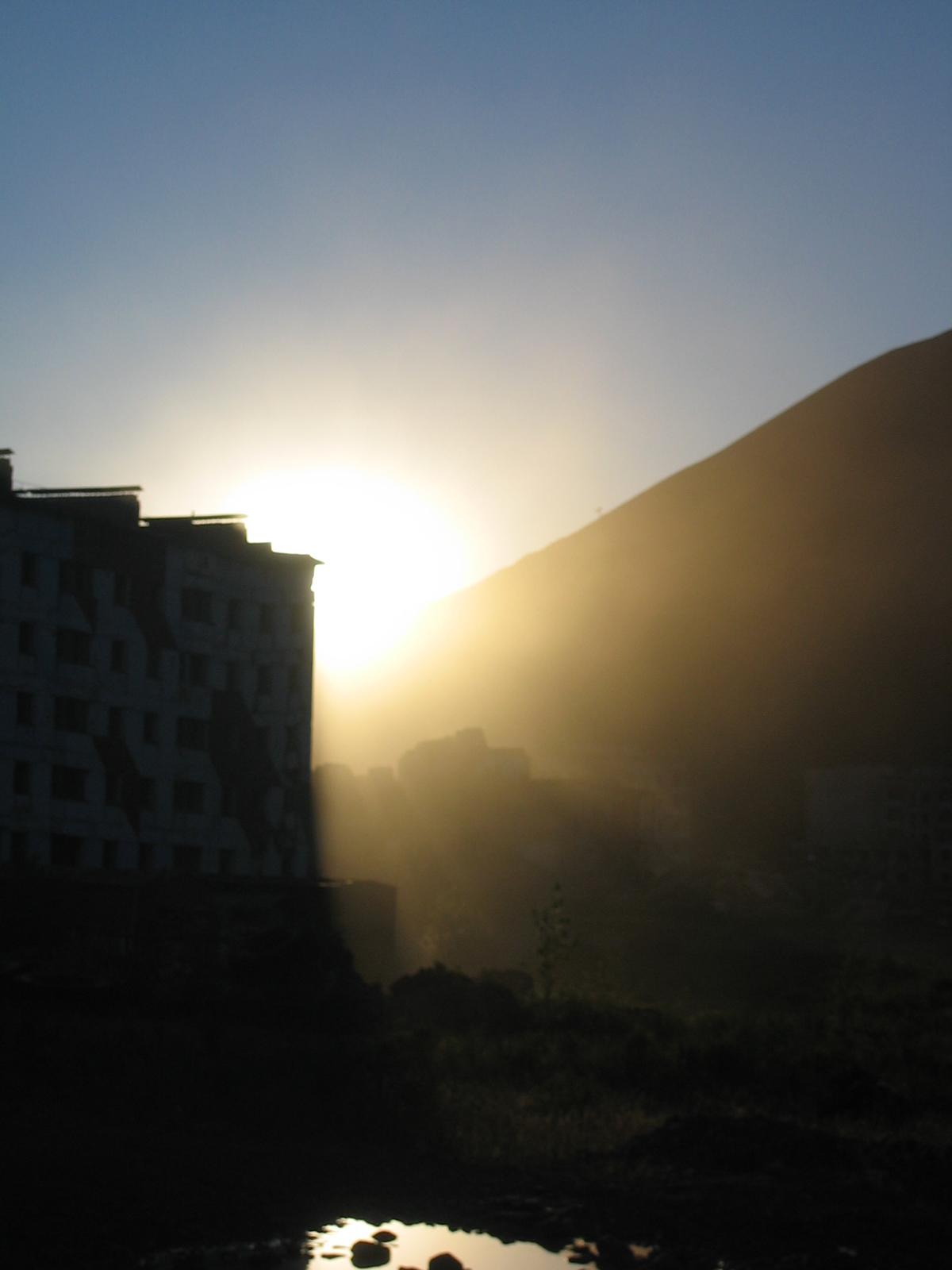
Dukat (rok 2005)
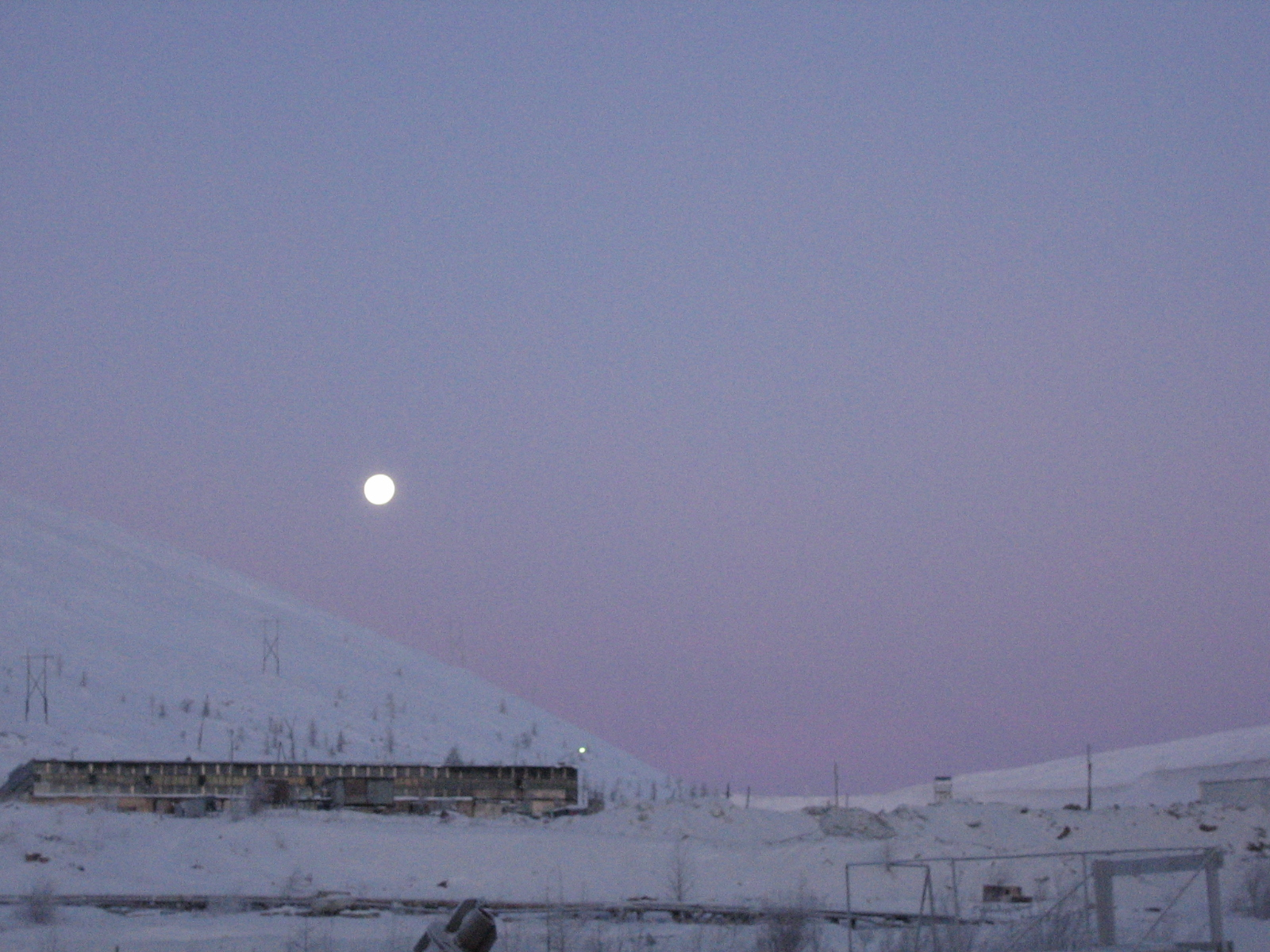
Zimní ráno v Dukatu (2005)
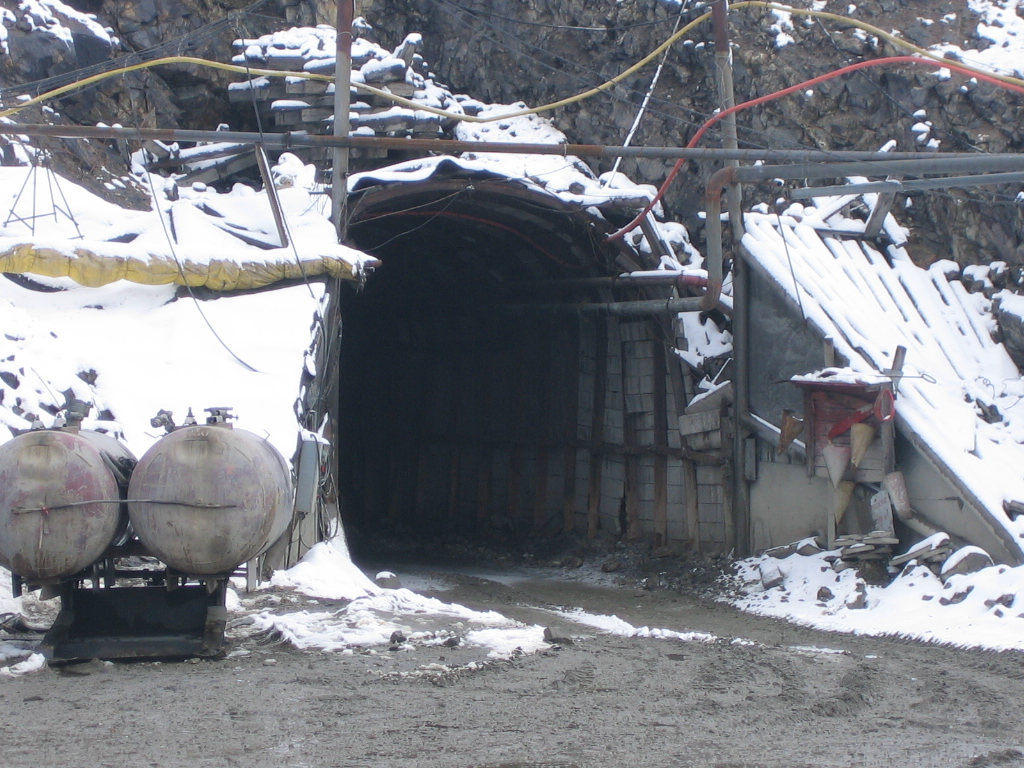
Štola dolu na zlato (2005)